# Grand Prix USA 1976
Grand Prix USA 1976 (oficiálně XIX United States Grand Prix) se jela na okruhu Watkins Glen International ve Watkins Glen v New Yorku ve Spojených státech amerických dne 10. října 1976. Závod byl patnáctým v pořadí v sezóně 1976 šampionátu Formule 1.

## Kvalifikace
| Poř. | No. | Jezdec             | Konstruktér        | Čas      | Ztráta   |
| ---- | --- | ------------------ | ------------------ | -------- | -------- |
| 1    | 11  | James Hunt         | McLaren-Ford       | 1:43.622 | —        |
| 2    | 3   | Jody Scheckter     | Tyrrell-Ford       | 1:43.870 | + 0.248  |
| 3    | 10  | Ronnie Peterson    | March-Ford         | 1:43.941 | + 0.319  |
| 4    | 9   | Vittorio Brambilla | March-Ford         | 1:44.250 | + 0.628  |
| 5    | 1   | Niki Lauda         | Ferrari            | 1:44.257 | + 0.635  |
| 6    | 34  | Hans-Joachim Stuck | March-Ford         | 1:44.265 | + 0.643  |
| 7    | 4   | Patrick Depailler  | Tyrrell-Ford       | 1:44.516 | + 0.894  |
| 8    | 28  | John Watson        | Penske-Ford        | 1:44.719 | + 1.097  |
| 9    | 16  | Tom Pryce          | Shadow-Ford        | 1:45.102 | + 1.480  |
| 10   | 8   | Carlos Pace        | Brabham-Alfa Romeo | 1:45.274 | + 1.652  |
| 11   | 5   | Mario Andretti     | Lotus-Ford         | 1:45.311 | + 1.689  |
| 12   | 26  | Jacques Laffite    | Ligier-Matra       | 1:45.324 | + 1.702  |
| 13   | 7   | Larry Perkins      | Brabham-Alfa Romeo | 1:45.363 | + 1.741  |
| 14   | 2   | Clay Regazzoni     | Ferrari            | 1:45.534 | + 1.912  |
| 15   | 30  | Emerson Fittipaldi | Fittipaldi-Ford    | 1:45.646 | + 2.024  |
| 16   | 17  | Jean-Pierre Jarier | Shadow-Ford        | 1:45.979 | + 2.357  |
| 17   | 12  | Jochen Mass        | McLaren-Ford       | 1:46.067 | + 2.445  |
| 18   | 19  | Alan Jones         | Surtees-Ford       | 1:46.402 | + 2.780  |
| 19   | 22  | Jacky Ickx         | Ensign-Ford        | 1:46.605 | + 2.983  |
| 20   | 6   | Gunnar Nilsson     | Lotus-Ford         | 1:46.776 | + 3.154  |
| 21   | 24  | Harald Ertl        | Hesketh-Ford       | 1:49.418 | + 5.796  |
| 22   | 25  | Alex Ribeiro       | Hesketh-Ford       | 1:49.669 | + 6.047  |
| 23   | 21  | Warwick Brown      | Wolf-Williams-Ford | 1:51.124 | + 7.502  |
| 24   | 18  | Brett Lunger       | Surtees-Ford       | 1:51.373 | + 7.751  |
| 25   | 20  | Arturo Merzario    | Wolf-Williams-Ford | 2:00.932 | + 17.310 |
| 26   | 38  | Henri Pescarolo    | Surtees-Ford       | 2:05.211 | + 21.589 |
| 27   | 39  | Otto Stuppacher    | Tyrrell-Ford       | 2:11.070 | + 27.448 |

## Závod
| Poř.   | No. | Jezdec             | Konstruktér        | Počet kol | Čas/Odstoupení   | Pořadí na startu | Body |
| ------ | --- | ------------------ | ------------------ | --------- | ---------------- | ---------------- | ---- |
| 1      | 11  | James Hunt         | McLaren-Ford       | 59        | 1:42:40.742      | 1                | 9    |
| 2      | 3   | Jody Scheckter     | Tyrrell-Ford       | 59        | + 8.030          | 2                | 6    |
| 3      | 1   | Niki Lauda         | Ferrari            | 59        | + 1:02.324       | 5                | 4    |
| 4      | 12  | Jochen Mass        | McLaren-Ford       | 59        | + 1:02.458       | 17               | 3    |
| 5      | 34  | Hans-Joachim Stuck | March-Ford         | 59        | + 1:07.978       | 6                | 2    |
| 6      | 28  | John Watson        | Penske-Ford        | 59        | + 1:08.190       | 8                | 1    |
| 7      | 2   | Clay Regazzoni     | Ferrari            | 58        | + 1 kolo         | 14               |      |
| 8      | 19  | Alan Jones         | Surtees-Ford       | 58        | + 1 kolo         | 18               |      |
| 9      | 30  | Emerson Fittipaldi | Fittipaldi-Ford    | 57        | + 2 kola         | 15               |      |
| 10     | 17  | Jean-Pierre Jarier | Shadow-Ford        | 57        | + 2 kola         | 16               |      |
| 11     | 18  | Brett Lunger       | Surtees-Ford       | 57        | + 2 kola         | 24               |      |
| 12     | 25  | Alex Ribeiro       | Hesketh-Ford       | 57        | + 2 kola         | 22               |      |
| 13     | 24  | Harald Ertl        | Hesketh-Ford       | 54        | + 5 kol          | 21               |      |
| 14     | 21  | Warwick Brown      | Wolf-Williams-Ford | 54        | + 5 kol          | 23               |      |
| NC     | 38  | Henri Pescarolo    | Surtees-Ford       | 48        | + 11 kol         | 26               |      |
| Ret    | 16  | Tom Pryce          | Shadow-Ford        | 45        | Motor            | 9                |      |
| Ret    | 9   | Vittorio Brambilla | March-Ford         | 34        | Pneumatika       | 12               |      |
| Ret    | 26  | Jacques Laffite    | Ligier-Matra       | 34        | Pneumatika       | 4                |      |
| Ret    | 8   | Carlos Pace        | Brabham-Alfa Romeo | 31        | Kolize           | 10               |      |
| Ret    | 7   | Larry Perkins      | Brabham-Alfa Romeo | 30        | Zavěšení         | 13               |      |
| Ret    | 5   | Mario Andretti     | Lotus-Ford         | 23        | Zavěšení         | 11               |      |
| Ret    | 22  | Jacky Ickx         | Ensign-Ford        | 14        | Nehoda           | 19               |      |
| Ret    | 6   | Gunnar Nilsson     | Lotus-Ford         | 13        | Motor            | 20               |      |
| Ret    | 10  | Ronnie Peterson    | March-Ford         | 12        | Zavěšení         | 3                |      |
| Ret    | 20  | Arturo Merzario    | Wolf-Williams-Ford | 9         | Nehoda           | 25               |      |
| Ret    | 4   | Patrick Depailler  | Tyrrell-Ford       | 7         | Palivové potrubí | 7                |      |
| DNQ    | 39  | Otto Stuppacher    | Tyrrell-Ford       |           |                  | -                |      |
| Zdroj: |     |                    |                    |           |                  |                  |      |

## Průběžné pořadí po závodě
Pohár jezdců
| Pořadí | Jezdec            | Body |
| ------ | ----------------- | ---- |
| 1      | Niki Lauda        | 68   |
| 2      | James Hunt        | 65   |
| 3      | Jody Scheckter    | 49   |
| 4      | Patrick Depailler | 33   |
| 5      | Clay Regazzoni    | 29   |
| Zdroj: |                   |      |

Pohár konstruktérů
| Pořadí | Konstruktér  | Body    |
| ------ | ------------ | ------- |
| 1      | Ferrari      | 81      |
| 2      | McLaren-Ford | 70 (71) |
| 3      | Tyrrell-Ford | 65      |
| 4      | Penske-Ford  | 20      |
| 5      | Ligier-Matra | 20      |
| Zdroj: |              |         |